# 7196 Baroni
7196 Baroni (1994 BF) là một tiểu hành tinh vành đai chính được phát hiện ngày 16 tháng 1 năm 1994 bởi Boattini, A., Tombelli, M. ở Cima Ekar.